# Grob G 120
Grob G 120 je dvoumístný cvičný a akrobatický dolnoplošník s drakem z uhlíkatých kompozitních materiálů, vyráběný společností Grob Aircraft. Je založen na cvičném typu Grob G 115TA, a určen k výcviku jak civilních tak vojenských pilotů. Má tříkolý zatahovací podvozek příďového typu a nízko položenou vodorovnou ocasní plochu.

## Vznik a vývoj

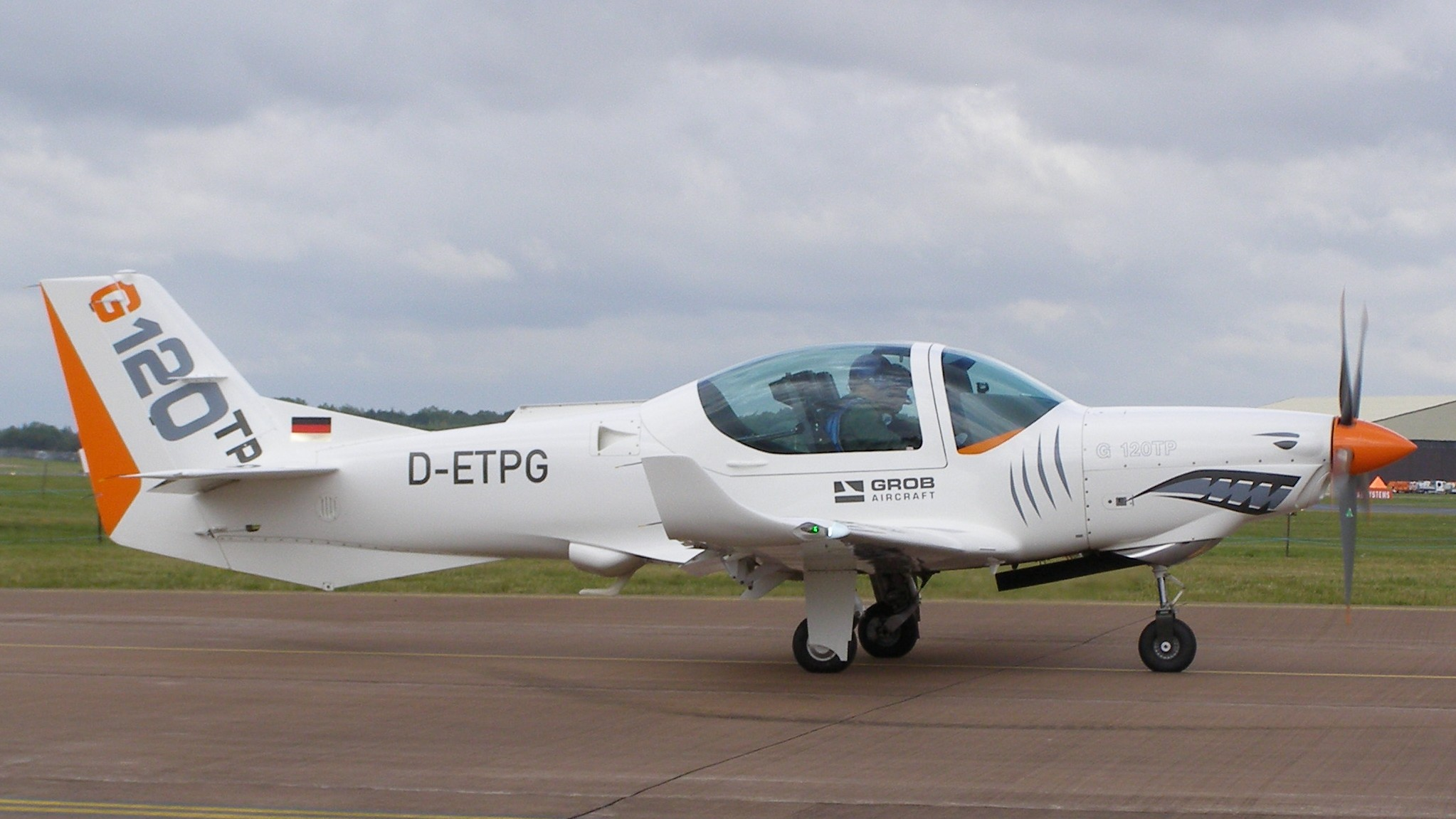
G 120TP v roce 2011.

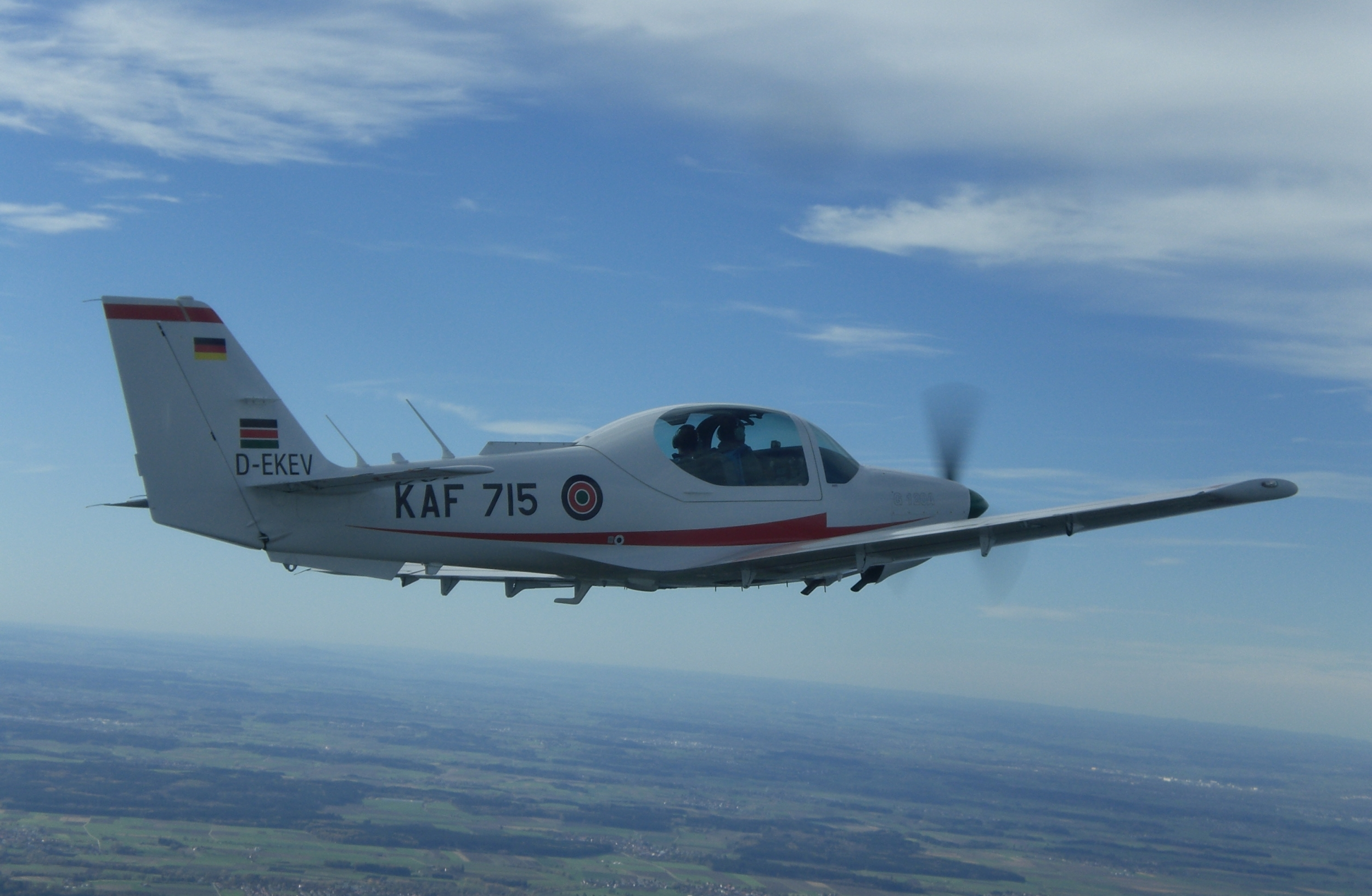
Jeden ze šesti G 120A letectva Keni.

Drak letadla je vyroben z uhlíkovými vlákny vyztuženého plastu a je schopen snášet přetížení až +6/-4 g. Minimální doba jeho životnosti je málo více než 15 000 letových hodin.[zdroj⁠?!]
Kokpit je dostatečně prostorný pro studenty ve vojenské výstroji a ochranných helmách. Letoun je vybaven nastavitelnými sedadly a pedály řízení, a také klimatizací. Ovládání přípusti motoru je zdvojené.[zdroj⁠?!]

## Varianty
G 120A
Varianta poháněná pístovým šestiválcovým vzduchem chlazeným čtyřtaktním leteckým motorem Lycoming AEIO-540-D4D5 o výkonu 260 hp (194 kW).
G 120TP
Varianta poháněná turbovrtulovým motorem Rolls Royce 250-B17F o vzletovém výkonu 456 shp (340 kW). Indonéské letectvo v září 2011 objednalo okolo 18 kusů pro počáteční a základní pilotní výcvik, za cenu okolo 4 miliony amerických dolarů za kus. Argentinské letectvo zakoupilo 10 exemplářů, a do července 2014 obdrželo čtyři z nich.

## Uživatelé
- Argentina
  - Argentinské letectvo
- Francie
  - Francouzské letectvo[5]
- Izrael
  - Izraelské vojenské letectvo[5]
- Kanada

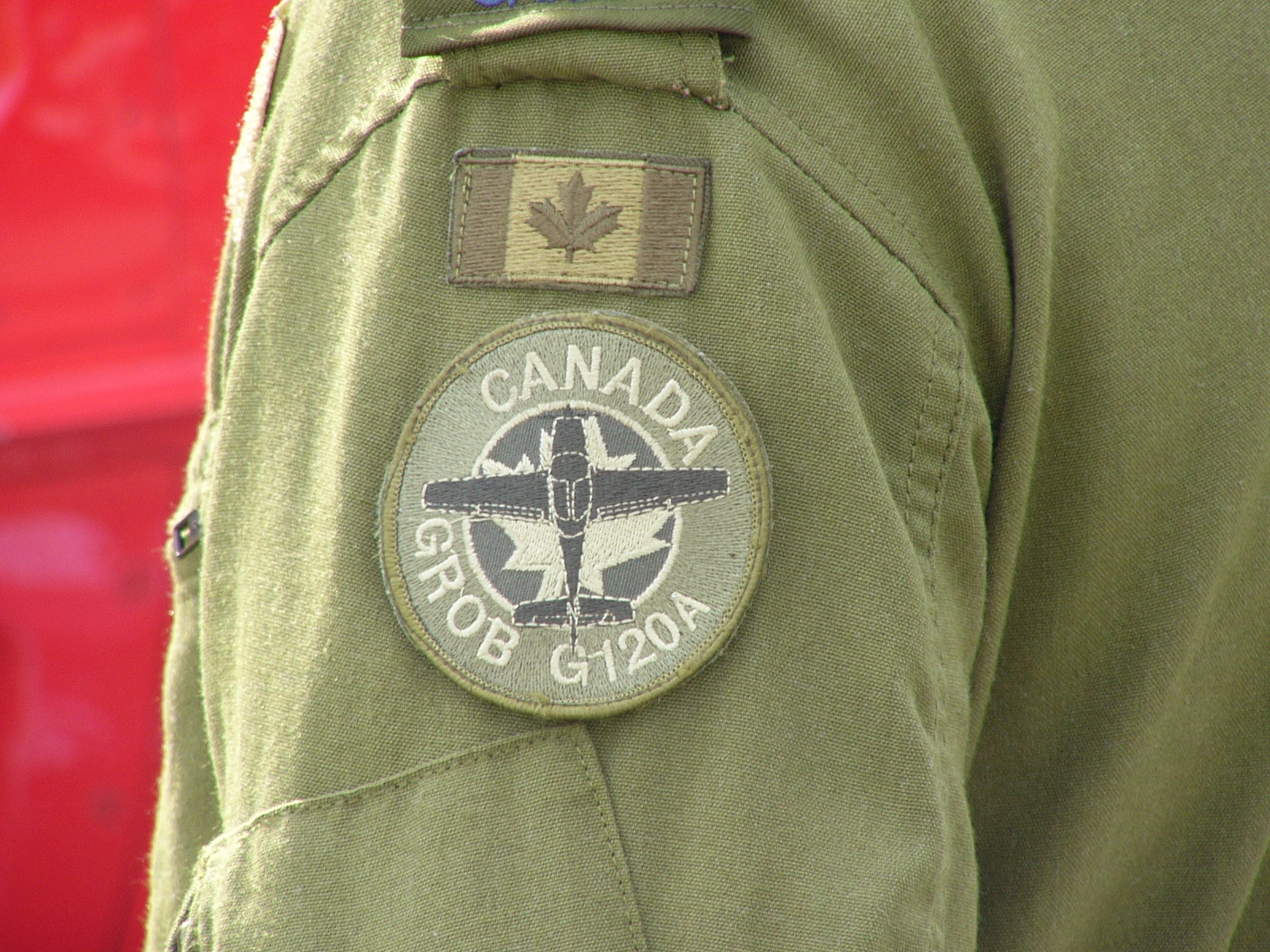
Rukávová nášivka jednoho z kanadských leteckých žáků.

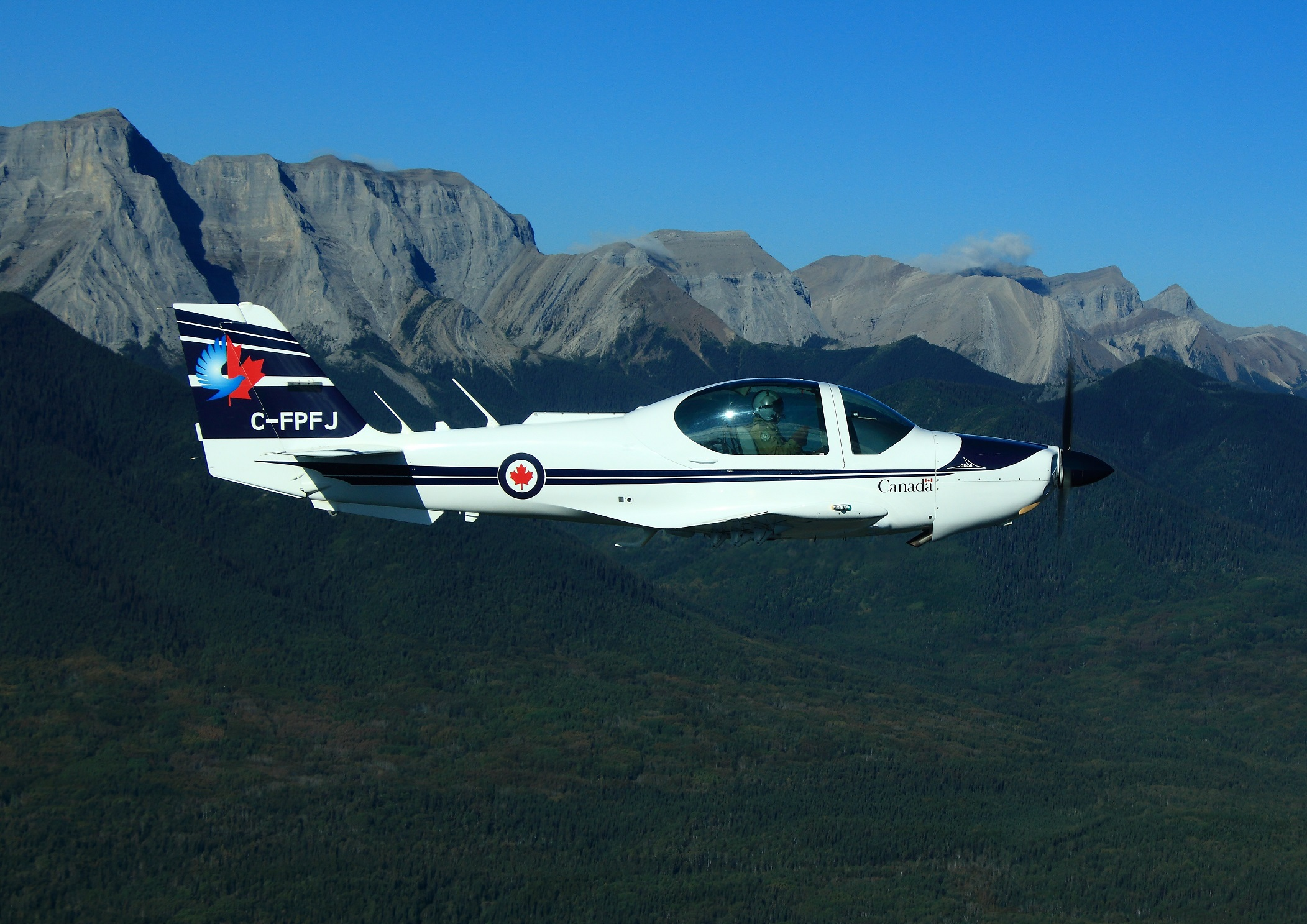
Grob G120A ve zbarvení RCAF.

  - KF Defence Programs, kontraktor pro základní výcvik pilotů Royal Canadian Air Force[5]
- Keňa
  - Keňské letectvo
- Mexiko
  - Mexické letectvo

## Specifikace
Údaje podle Jane's All The World's Aircraft 2003–2004

### Hlavní technické údaje
- Osádka: 2 (vedle sebe)
- Délka: 8,605 m
- Rozpětí: 10,19 m
- Výška: 2,57 m
- Nosná plocha: 13,29 m²
- Prázdná hmotnost: 960 kg
- Vzletová hmotnost: 1 440 kg
- Maximální vzletová hmotnost: 1 490 kg[7]
- Palivová kapacita: 256 l
- Pohonná jednotka: 1 × vzduchem chlazený šestiválcový boxer Lycoming AEIO-540-D4D5 pohánějící třílistou vrtuli Hartzell HC-C3YR-1RF/F7663R[7]
- Výkon pohonné jednotky:  260 hp (194 kW)

### Výkony
- Maximální rychlost: 319 km/h (172 uzlů)
- Cestovní rychlost: 307 km/h (166 uzlů) při 75% výkonu ve výši 1 500 m
- Pádová rychlost:  102 km/h (55 uzlů) s plně vysunutými klapkami
- Maximální přípustná rychlost letu: 435 km/h
- Dolet: 1357 km (ve výši 2 400 m při 45% výkonu motoru)
- Vytrvalost: 6,35 hod, v režimu nejnižší spotřeby[7]
- Dostup: 5500 m
- Limity přetížení: +6g/-4g
- Stoupavost: 6,5 m/s

### Avionika
- Avionika: Garmin